# Двигун на основі плазми фізичного вакууму
Двигун на основі плазми фізичного вакууму (або Q-двигун) — теоретичний двигун для подорожей в глибокий космос, який не потребує палива, або робочого тіла. Таким чином, космічному апарату, який використовує такі двигуни, не потрібно буде нести  паливо на борту для його експлуатації. Дослідницька група космічного центру Джонсона вивчає таку можливість.

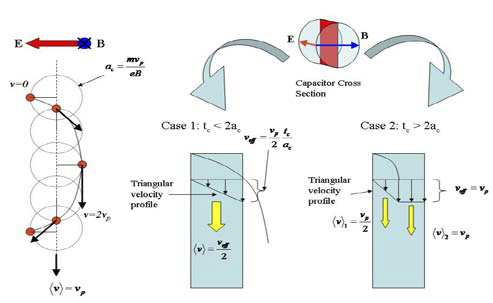
Діаграма, що ілюструє принцип дії Q-двигуна.

## Принцип дії
Q-двигун буде використовувати квантові флуктуації фізичного вакууму як робочого тіла. На наявність таких флуктуацій вказує кванто-механічний ефект Казимира.
Q-двигун використовує ті ж принципи дії і описується тими ж рівняннями руху, що звичайний плазмовий двигун, а саме магнітогідродинамічний (МГД) двигун. На віртуальну плазму діють електричне і магнітне поле, що перехрещуються. Це призводить до дрейфу всієї плазми в напрямку E×B, який ортогональний обом прикладеним полям. Різниця полягає в тому, що Q-двигун використовує в якості плазми квантові флуктуації фізичного вакууму, усуваючи необхідність в перевезенні робочого тіла і в його іонізації. Це дозволяє отримати в Q-двигуні набагато більш високі значення питомого імпульсу, ніж доступні для звичайних плазмових двигунів. Значення питомого імпульсу обмежені тільки щільністю збереження енергії в джерелі живлення. За результатами випробувань отримано тягу на рівні 1000-4000 мкН, енергетична ціна тяги 0.1Н/кВт, і еквівалентний питомий імпульс порядка ~ 1x1012 секунд.

## Експериментальні цілі

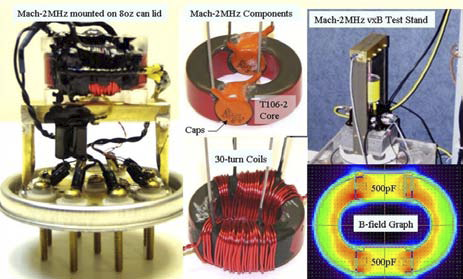
Фотографія тестового обладнання для вимірювання ефекту Вудварда (2006 рік).

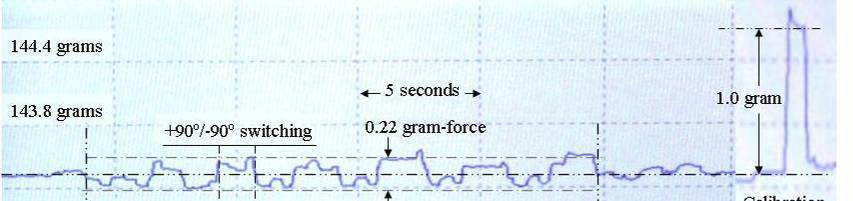
Експериментальні дані дослідження ефекту Вудварда (2006 рік).

Дослідницька група спробувала зібрати дані про ефективність Q-двигуна, необхідні для підтримки розробки інженерного прототипу Q-двигуна системи орієнтації тягою 0,1-1Н з відповідною вхідною електричною потужністю в діапазоні 0,3-3 кВт. Група планує почати з тестування оновленого експериментального обладнання для повторення історичного результату 2006 року, що використовувалося для демонстрації ефекту Вудварда. На фотографії зображений тестове обладнання і графік, що показує тягу ± 3.14 мН від пристрою вагою 500г  в експериментах 2006 року.
Група сподівається, що тестування пристрою на високоякісних крутильних вагах (1-4 мН при 10-40 Вт) буде однозначно продемонстрована здійсненність цієї концепції. Команда взаємодіє з Управлінням МКС національної лабораторії.